# ベンコヴァツ
ベンコヴァツ（クロアチア語: Benkovac）は、クロアチアの町およびそれを中心とした基礎自治体でザダル郡に属する。

## 地理
ベンコヴァツはラヴニ・コタリ平原とブコヴィツァのカルスト台地が出会う場所に位置し、ビオグラード・ナ・モルからは20km、ザダルからは30km離れた場所にある。自治体内をザグレブ-スプリト高速道路（A1）とザダル-クニン鉄道が通っている。オブロヴァツ、リシャネ・オストロヴィチュケ、キスタニェ、スタンコヴチ、ノヴィグラードの各自治体と接している。ベンコヴァツは農業を基礎としており、とくにブドウの生産が盛んである。また、建築用の石材の生産も行われている。

## 統計
2001年の国勢調査によれば自治体全体の人口は9,786人でそのうち90.4%はクロアチア人、7.5%はセルビア人が占めている。クロアチア紛争以前は57%がセルビア人、クロアチア人が41%を占めていたが地元の公務に占めるクロアチア人の割合は18%のみで、クロアチア人とセルビア人との間には1990年代高い緊張関係を引き起こしている。嵐作戦（Oluja）によってほとんどのセルビア人が町から追われることになり、代わりにボスニアから多くのクロアチア系のボスニア人 (en) 難民がベンコヴァツ地域周辺に居住するようになった。
1900年当時のオーストリアの国勢調査によれば、ベンコヴァツの人口の356人がカトリック教徒で156人が正教徒であったとされ、ベンコヴェツ周辺を含むと8,119人がカトリック教徒で5,981人が正教徒であったとされる。 1910年には人口は810人に達し、388人がカトリック教徒で422人が正教徒であった。両調査は宗教と言語（セルビア・クロアチア語）により行われている。2001年現在、ベンコヴァツ市街の人口は2,622人で周辺部には38の村落がある。

## 歴史
ベンコヴァツに最初に人が住み始め集落を形成されたのは周辺部のスミルチッチ村（Smilčić）でダニロ文化（Danilo）に属している。ローマ帝国がこの地域を支配する前にはイリュリア人の一部族であったリブルニア族 (en) が居住していた。ローマ人はリブルニア族の集落であるネディヌム（Nedinum/Nadin）、カリニウム（Carinium/Karin）、ヴァルヴァリア（Varvaria/Bribir）、アッセリア（Asseria/Podgrađe）などについて言及している。7世紀になるとベンコヴァツ周辺にはクロアチア人が住み始めている。ベンコヴァツはクロアチアの公国（Novljanska, Sidraška, Bribirska, Karinska）の四つ辻にあった。近くのショポト村の9世紀からの銘では、クロアチア人君主ブラニミルに言及したものが見つかっている。
1409年、ラディズラーオ1世はダルマチアの権利をヴェネツィア共和国に売却しヴェンコヴァツは国境地域となった。新しい要塞がコルラト（Korlat）、クリチェヴィツァ（Kličevica）、ポラチャ（Polača）、ベンコヴィチ・イ・ペルシチ（Benković i Perušić）の後方など国境周辺に築かれた。ベンコヴィチ要塞の名称は要塞を築いた貴族名に因み、ベンコヴァツの都市が設立されている。1527年にベンコヴァツはオスマン帝国の支配下に入る。その直後からブニェヴァツ人や正教のセルビア人、ヴラフ人が住むようになった。1683年にベンコヴァツはヴェネツィア共和国の一部となった。
第二次世界大戦時、連合国からの爆撃を受けている。クロアチア紛争時にはベンコヴァツはクロアチア勢力とセルビア勢力の前線であった。1990年3月17日にクロアチアの政府がセルビア系が多数を占める地元警察を武装解除させた時、クロアチア側とセルビア人の反体制勢力との緊張が急激に高まった。その間、クロアチア人の政府側は警察勢力とクロアチア人が多数を占める村の準軍事組織を勢力下に置いていた。緊張状態はその後も続き、紛争を引き起こし5ヶ月後にはクライナ・セルビア人共和国が成立している。5年後の8月にはクロアチア共和国軍の嵐作戦により再びクロアチアの領域となった。

## 地区
- Benkovac (2,622人)
- Benkovačko Selo (524人)
- Bjelina (50人)
- Brgud (3人)
- Bruška (167人)
- Buković (323人)
- Bulić (172人)
- Dobra Voda (114人)
- Donje Biljane (13人)
- Donje Ceranje (43人)
- Donji Karin (101人)
- Donji Kašić (4人)
- Donji Lepuri (151人)
- Gornje Biljane (59人)
- Gornje Ceranje (61人)
- Islam Grčki (108人)
- Kolarina (13人)
- Korlat (373人)
- Kožlovac (8人)
- Kula Atlagić (151人)
- Lisičić (268人)
- Lišane Tinjske (15人)
- Medviđa (199人)
- Miranje (86人)
- Nadin (439人)
- Perušić Benkovački (297人)
- Podgrađe (106人)
- Podlug (227人)
- Popovići (209人)
- Pristeg (368人)
- Prović (84人)
- Radošinovci (266人)
- Raštević (420人)
- Rodaljice (80人)
- Smilčić (250人)
- Šopot (271人)
- Tinj (551人)
- Vukšić (462人)
- Zagrad (103人)
- Zapužane (25人)